# Гамбія на літніх Олімпійських іграх 2024
Гамбію на літніх Олімпійських іграх 2024 представляли сім спортсменів у чотирьох видах спорту.